# 橋本潮
橋本 潮（はしもと うしお、1965年〈昭和40年〉9月22日 - ）は、日本の女性歌手・声優。東京都杉並区出身。明星学園高等学校、和光大学人文学部芸術学科卒業。

## 人物・略歴
1984年3月、高校の卒業時に応募した日本コロムビア主催の「超人ロック 主題歌コンテスト」で優勝する。同年9月に発売されたイメージアルバム『超人ロック vol.III〜光の剣』に収録された『私は帰りたい』でデビュー。同世代の山野さと子らと共に、堀江美都子の次の世代を担うアニメソング歌手として活動した。
2008年6月4日、新たにアレンジされたセルフカバー曲「ロマンティックあげるよ（21st century ver.）」ほか、高橋洋樹と歌唱した「魔訶不思議アドベンチャー!（21st century ver.）」が収録されたミニアルバム『イナズマchallenger』が発売された。
母のいとこにフジコ・ヘミング、大月ウルフの姉弟がいる。

## 代表曲

### アニメ
- 恋のミラクル・ビーム（『夢戦士ウイングマン』挿入歌）
- ぼくはブンブー（『へーい!ブンブー』オープニングテーマ）
- あしたのワンダーランド（『へーい!ブンブー』エンディングテーマ）
- 心のとびら（『夢次元ハンターファンドラ』エンディングテーマ）
- 赤い宇宙（『夢次元ハンターファンドラ』エンディングテーマ）
- さよならは言わない（『夢次元ハンターファンドラ』エンディングテーマ）
- ロマンティックあげるよ（『ドラゴンボール』エンディングテーマ）
- カリフォルニア・ドリーミング（『Oh!ファミリー』オープニングテーマ）
- サニー・サイド物語（『Oh!ファミリー』エンディングテーマ）
- テレポーテーション -恋の未確認-（『エスパー魔美』初代オープニングテーマ）
- 不思議Angel（『エスパー魔美』初代エンディングテーマ）
- S・O・S（『エスパー魔美』2代目オープニングテーマ）
- I Like You から I Love You（『エスパー魔美』2代目エンディングテーマ）
- 虹の橋（『グリム名作劇場』オープニングテーマ）
- 私の町はメリー･ゴーランド（『グリム名作劇場』エンディングテーマ）
- ドタバタでともだち（『おらぁグズラだど』エンディングテーマ）
- おかえりなさい（『ハーイあっこです』初代エンディングテーマ）
- 地球の子（『ジャングルブック・少年モーグリ』エンディングテーマ）
- 夜の銀ギツネとタヌキ（『かりあげクン』オープニングテーマ、水木一郎と共同で「うしおと一郎」名義）
- プリンセスムーン（『美少女戦士セーラームーン』2代目エンディングテーマ）
- 希望子午線～ホライズン・ブルー〜（『キャシャーン』OVA4代目エンディングテーマ）
- アリとアリクイ（『なんでもQ』挿入歌、水木一郎とデュエット）
- 星になれ（『キューティーハニーF』挿入歌）

### カバー
- 若草の招待状（『愛の若草物語』オープニングテーマ）
- 夕日と風のメロディ（『愛の若草物語』エンディングテーマ）
- いつかきっと！（『愛の若草物語』オープニングテーマ、大杉久美子、山野さと子、堀江美都子と共同）
- ぼくらのセディ（『小公子セディ』オープニングテーマ）
- 誰かを愛するために（『小公子セディ』エンディングテーマ）
- 愛について（『家なき子レミ』オープニングテーマ）
- 悲しみよこんにちは（『めぞん一刻』オープニングテーマ）

### 特撮
- 少年色のメルヘン（『おもいっきり探偵団 覇悪怒組』エンディングテーマ）
- 救ってジゴマ（『じゃあまん探偵団 魔隣組』挿入歌）
- たよりにしてます本部長!（『特捜エクシードラフト』挿入歌）

## 出演

### テレビ
- 一休さん（1986年11月17日、フジテレビ） - 侍女 役
- ともだちいっぱい（1990年4月 - 1995年3月、NHK教育テレビジョン）
  - うたってあそぼ - 歌のお姉さん
  - しぜんとあそぼ - 進行 役・ナレーション
- さくらももこ劇場コジコジ（1997年10月 - 1999年9月、TBS） - 問答鉛筆、タヌ子ほか 役
- 花さか天使テンテンくん（1998年10月 - 1999年9月、フジテレビ） - 梅宮タツヤ 役
- ひとりでできるもん・どきドキキッチン（2002年 - 2003年、NHK教育テレビジョン） - アレサ 役

### ラジオ
- 橋本潮の浪漫コレクション（1995年 - 1997年、パーソナリティ）

### その他
- オリジナルソングやアニメソングのライブ活動。
- ヴォーカルユニット「Betty!」でのインディーズCDを多数リリース。